# يان مكنمارا
يان مكنمارا (بالإنجليزية: Ian McNamara)‏ هو مقدم برامج إذاعية أسترالي، ولد في 1951 في سيدني في أستراليا.